# Eighteen Inches
«Eighteen Inches» es una canción interpretada por la cantante y compositora estadounidense Lauren Alaina, escrita por Carrie Underwood, Ashley Gorley y Kelley Lovelace, e incluida en su álbum debut Wildflower, de 2011.

## Antecedentes
Eighteen Inches cuenta la historia de dos amantes jóvenes a comienzos de su relación, con referencia al espacio entre el corazón y la cabeza de una persona.

## Lista de canciones
Descarga digital
1. "Eighteen Inches" — 3:44

## Posiciones
| Chart (2012)                       | Posición |
| ---------------------------------- | -------- |
| Estados Unidos (Country Airplay)   | 34       |
| Estados Unidos (Hot Country Songs) | 37       |

## Historial de lanzamiento
| País           | Fecha               | Formato       |
| -------------- | ------------------- | ------------- |
| Estados Unidos | 16 de julio de 2012 | Radio Country |